# Awiyaana jezik
Awiyaana jezik (auyana; ISO 639-3: auy), jedan od sedam transnovogvinejskih jezika, skupine kainantu-goroka, podskupine gadsup-auyana-awa, kojim govori 11 100 ljudi (2000) u petnaest sela u procvinciji Eastern Highlands, Papua Nova Gvineja.
Pismo: latinica.

## Vanjske poveznice
- Ethnologue (14th)
- Ethnologue (15th)